# 粕谷栄市
粕谷 栄市（かすや えいいち、1934年11月9日 - ）は、日本の詩人。不条理な寓話やショートショートの趣もある散文詩を専門とする書き手として知られる。

## 経歴
茨城県古河市生まれ。従兄に粒来哲蔵がいる。実家は製茶業の二津屋。1956年早稲田大学商学部卒。在学中「早稲田詩人会」所属。1957年『ロシナンテ』に参加、石原吉郎を知る。
1971年詩集『世界の構造』で第2回高見順賞受賞。
1972年『歴程』同人。1995年高貝弘也、江代充、法橋太郎と『幽明』創刊。
1989年詩集『悪霊』で第27回藤村記念歴程賞受賞。
1999年詩集『化体』で第15回詩歌文学館賞受賞。
2005年『鄙唄』『轉落』で芸術選奨文部科学大臣賞受賞。
2011年『遠い川』で第6回三好達治賞受賞。
2024年3月2日、『楽園』で第42回現代詩人賞受賞。

## 受賞歴
- 1971年 第2回高見順賞 『世界の構造』
- 1989年 第27回藤村記念歴程賞 『悪霊』
- 1999年 第15回詩歌文学館賞 『化体』
- 2005年 芸術選奨文部科学大臣賞受賞『鄙唄』『轉落』
- 2011年 第6回三好達治賞 『遠い川』
- 2024年 第42回現代詩人賞 『楽園』[2]

## 著書
- 『世界の構造』詩学社、1970年。
- 『粕谷栄市詩集』思潮社〈現代詩文庫〉、1976年。
- 『詩集 悪霊』思潮社、1989年。
- 『鏡と街』思潮社、1992年。
- 『化体』思潮社、1999年。
- 『続・粕谷栄市詩集』思潮社〈現代史文庫〉、2003年。
- 『轉落』思潮社、2004年。
- 『鄙唄』書肆山田、2004年。
- 『遠い川』思潮社、2010年。
- 『瑞兆』思潮社、2013年。
- 『楽園』思潮社、2023年。